# Lesachtal
Pour la vallée, voir Lesachtal (vallée).
Lesachtal (en slovène : Lesna dolina ; de les, qui signifie « forêt ») désigne une commune autrichienne située dans le district de Hermagor, dans le sud-ouest du Land de Carinthie.

## Géographie

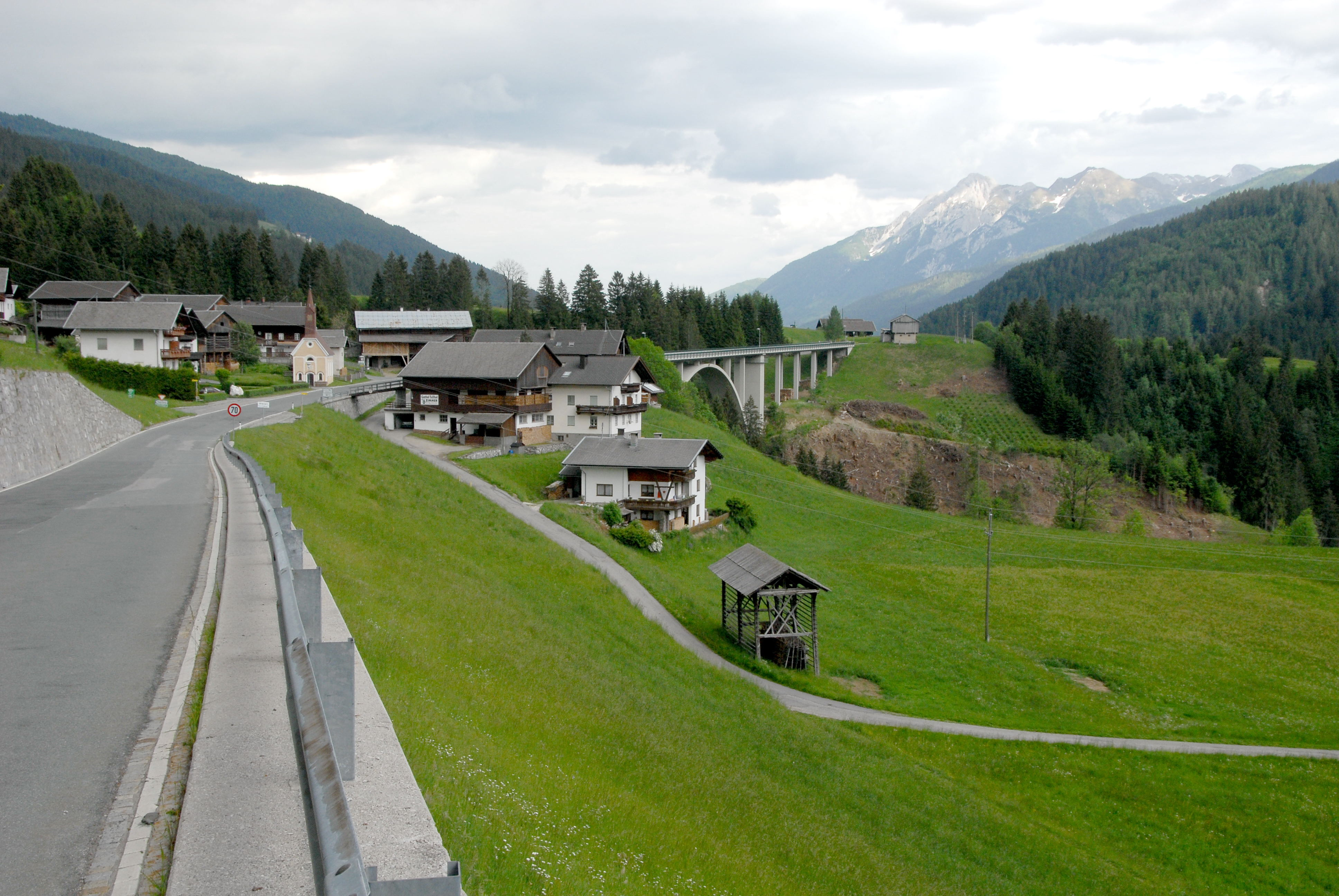
Saint Radegund à Lesachtal.

Le territoire communal comprend les villages de Kornat, Liesing, Maria Luggau et St. Lorenzen. La vallée de même nom s'étend le long de la rivière Gail, entre les Alpes de Gailtal au nord et les Alpes carniques au sud. Le point culminant de la commune et également des Alpes carniques est le Monte Coglians (Hohe Warte), à 2 780 m d'altitude, à la frontière italienne. La partie est de la vallée appartient à la communauté voisine de Kötschach-Mauthen. La commune jouxte le Land de Tyrol (Tyrol oriental) à l'ouest et au nord.

## Histoire
La vallée isolée de la Lesach n'a été colonisée par des populations slaves qu'après l'an 600. Ceux-ci ont donné à la vallée son nom. Dès 750/800, des colons bavarois arrivèrent de l'ouest en direction du val de Pusteria pour s'installer dans la vallée.
La principale source de revenus de la vallée de Lesach est l'élevage depuis son origine.
Du fait du système, féodal de l'époque, aux XIe et XIIe siècles, deux familles nobles d'origine allemande exercent leurs pouvoirs sur Lesachtal. Il s'agit de la famille Görz et de la famille Reiffenberg. Après la disparition de cette dernière en 1327, la vallée passa sous la domination des comtes de Görz-Tirol, avant de revenir sous le contrôle de l'empereur Frédéric III.
Les différentes communes de la vallée de Lesach se sont constituées en 1850. Par la suite, les communes de Kornat, Liesing, Luggau et St. Lorenzen ont finalement fusionné en 1973 formant la commune de Lesachtal.
En raison d'intempéries fin octobre 2018, la vallée a été coupée du monde pendant deux jours et la circulation routière a été interdite pendant plusieurs jours. La route nationale B111 qui reliait St. Lorenzen à Maria Luggau a été détruite sur 25 mètres.

## Toponymie
"Lesach" vient de la langue slave et signifie "forêt". Ce sont les premiers habitants de la vallée, qui étaient slaves, qui ont nommé ce lieu.

## Culture locale et patrimoine

### Gastronomie

#### Pain de Lesachtal
Ce pain figure sur la liste du patrimoine culturel immatériel de l'UNESCO.